# Chmi
Chmi (en osetio: Цыми; en ruso: Чми) es un pueblo que pertenece a Osetia del Norte-Alania, Rusia. El lugar se engloba en el distrito de Zaterechni del ókrug urbano de Vladikavkaz.

## Toponimia
El pueblo también es conocido en otros idiomas como Chmi (en georgiano: ჩმი; en ingusetio: Чими, romanizado: Chimi).

## Geografía
Chmi se sitúa a orillas del río Térek, cerca de la frontera entre Rusia y Georgia y a 25 km de Vladikavkaz. Cerca del asentamiento hay un puesto de control del mismo nombre en la frontera entre Rusia y Georgia, en el que sólo se permite el paso de vehículos.

## Historia
En la frontera oriental del asentamiento osetio apareció en el siglo XVIII el pueblo de Chmi, el segundo pueblo osetio fundado aquí (después de Verjni Lars) en las antiguas tierras de los naj; aquí se establecieron los osetios de apellido Slonate. Chmi era parte de la sociedad osetia Tagaur, donde toda la población pertenecía a la familia Dudarov. El famoso historiador y geógrafo georgiano Vajushti de Kartli, escribió sobre Chmi en su obra “Descripción del reino de Georgia”.

## Demografía
La evolución demográfica de Chmi entre 2002 y 2010 fue la siguiente:
| 411                                                      | 375 |
| (Fuente: Population of South Ossetia since Soviet times) |     |

Según el censo de 2010, el 55,7% de la población son georgianos, el 28,5% son ingusetios, el 7,7% son osetios y el resto de minorías son principalmente rusos (5,2%).

## Infraestrucctura

### Transporte
Por Chmi pasa la carretera militar de Georgia. 